# Johann Gottfried Moritz

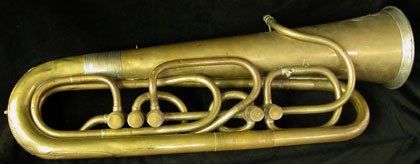
Original F-Tuba von Moritz und Wieprecht von 1835

Johann Gottfried Moritz (* 1777 in Berlin; † 23. Juli 1840 ebenda) war ein deutscher Instrumentenbauer.

## Leben
Moritz wurde 1799 Instrumentenmachergeselle in Leipzig. Von dort aus ging er 1805 nach Dresden und gründete 1808 in Berlin eine eigene Werkstatt. Dort erhielt er 1810 auch den Bürgerbrief. In diesem wurde Moritz als „Blasinstrumentenmacher“ bezeichnet. Er wurde 1819 königlicher Hofinstrumentenmacher. 1835 erhielt er die Würde eines akademischen Künstlers. In diesem Jahr hat sein Sohn Carl Wilhelm Moritz den väterlichen Betrieb übernommen.
Zusammen mit Wilhelm Wieprecht, dem Direktor der königlichen Militärmusikkorps, und seinem Sohn Carl Wilhelm Moritz gelangen ihm 1833 erhebliche Verbesserungen am Ventilsystem der Tuba. Die Wieprecht-Moritzschen „Berliner Pumpen“, wie diese Ventile von Anfang an genannt wurden, waren zuverlässiger als ihre Vorgänger. Kurze Zeit danach erfand Moritz ein neues Instrument, die Bass-Tuba in F, für die er 1835 das Patent erhielt. Die Basstuba entsprach Wilhelm Wieprechts Intentionen völlig, denn die bisherigen Möglichkeiten der Bässe in den königlichen Militärkapellen waren sehr unzureichend. Allein die technischen Schwierigkeiten, die bei der Herstellung einer Tuba bewältigt werden mussten, waren groß. So gehört zu einer Tuba in F eine Rohrlänge von 3,5 bis vier Meter (einschließlich der fünf Ventile sind es sechs Meter), und zum Formen des Metallrohres waren zweieinhalb Zentner Blei nötig. Johann Gottfried Moritz löste die technischen Probleme erfolgreich, und noch im selben Jahr führte Wilhelm Wieprecht die Basstuba in die Militärmusik ein, wo sie bis heute unverändert gespielt wird. Die F-Tuba wird auch in klassischen Orchestern eingesetzt.
Die älteste erhaltene Basstuba aus der Werkstatt von Johann Gottfried Moritz befindet sich im Musikinstrumenten-Museum Berlin.